# Cosmarium debaryi
Cosmarium debaryi  là một loài Song tinh tảo trong họ Desmidiaceae, thuộc chi Cosmarium.